# Basket Femminile Livorno
Il Basket Femminile Livorno ASD è la principale società di pallacanestro femminile di Livorno.

## Storia

### U.S. Aclibasket

Aclibasket 1983-84.

Il Girls Basket Livorno nasce nel 1977 con la denominazione di U.S. Aclibasket grazie ad un gruppo di genitori che, terminata l'attività minibasket delle figlie, vollero creare una società che si occupasse della loro attività agonistica. All'inizio fu soltanto una piccola realtà, ma successivamente la società inizio a crescere, aumentarono il numero delle formazioni giovanili iscritte ai campionati.
L'U. S. Aclibasket partecipò alla Promozione ed al primo tentativo riuscì nella promozione in Serie C, allora considerata campionato nazionale.
Dopo poche stagioni arrivò la Serie B, gli allenatori più rappresentativi furono Posar, Simonetti, Balestri e con quest'ultimo, nel 1989/90 arrivò la vittoria nel campionato di B, con conseguente promozione in A2.

### Girls Basket Livorno
Dalla stagione 1990-91 ad oggi Livorno - che ha poi variato la denominazione sociale nel luglio 1999 in Girls Basket Livorno - ha preso parte ad altri dodici campionati di Serie A2; Balestri, Massei, Mori, Neri, D'Elia, Palumbo, ancora Mori, Fantoni, Baggiani, Fiorani, Masi, Pezzini e Pandolfi sono i coach che si sono succeduti alla guida del Girls Basket dal 1990 ad oggi.
La stagione 2005-06 è terminata con una salvezza, nonostante i continui infortuni registrati durante il corso dell'anno, mentre nella stagione 2006-07 Livorno fece un buon campionato finendo al quarto posto con conseguente partecipazione ai play-off per la A1 - prima volta per Livorno - ed eliminazione in semifinale con Umbertide.
La stagione 2007-08 è caratterizzata dell'avvicendamento di coach Pandolfi con Ranuzzi, e dalla mancata qualificazione ai play-off (quarto posto a pari merito con Umbertide - poi promossa in A1 - ma quinto per differenza canestri negli scontri diretti).

### Women Basketball Livorno
Nell'estate 2008 la società labronica scambia i diritti con il Basket Spezia, ottenendo il diritto di disputare la Serie A1, cambiando la denominazione in Women Basketball Livorno, che affiancherà al proprio nome quello dello Sponsor no-profit ACP, Associazione Cure Palliative Livorno.
La stagione 2008-09 si conclude con una salvezza all'ultimo turno dei play-out su Ribera.
La stagione 2009-10 vede Livorno al via per la seconda avventura consecutiva nel massimo campionato femminile con un nuovo coach, Cinzia Piazza, e un roster largamente rinnovato. Sponsor di questa stagione sportiva la Ditta Seralwall Srl.

### Basket Femminile Livorno
Nel corso della stagione 2009-10 le Women creano anche la società satellite Basket Femminile Livorno, che prende parte al Campionato di Serie B2 ed a tutti i campionati giovanili.
Nel 2009-10 le Women Basketball Livorno retrocedono dal campionato di A1, perdendo il play-out prima con Pozzuoli (0-2) e poi con Napoli (1-2). Nei campionati giovanili le Under 19 (campione regionale della categoria) vincono il campionato senior di Serie B2 e vengono promosse nel campionato nazionale di Serie B d'Eccellenza, le Under 17 prendono parte alle Finali Nazionali di Categoria di Bolsena, il team Under 13 è campione regionale.
Nel 2010-11 il titolo sportivo che avrebbe dato diritto alla A2 torna a La Spezia, da dove era arrivato nel 2008-09, la denominazione sociale è variata da Women Basketbal Livorno in Basket Femminile Livorno ASD la squadra riparte dal Campionato di Serie B d'Eccellenza.

## Cronistoria
| Cronistoria del Basket Femminile Livorno |
| --- |
| - 1977 · fondazione dell'U.S. Aclibasket. - 1989-1990 · promossa in Serie A2. - 1990-1991 · 7ª nel Girone Sud di Serie A2. - 1991-1997 - 1997-1998 · 8ª nel Girone A di Serie A2, ammessa alla nuova Serie A2. - 1998-1999 · 3ª nel Girone B di Serie A2. - 1999 · diventa Girls Basket Livorno. - 1999-2000 · 10ª nel Girone A di Serie A2. - 2000-2001 · 9ª nel Girone A di Serie A2. - 2001-2002 · 14ª nel Girone A di Serie A2, retrocessa in Serie B. - 2004-2005 · ripescata in Serie A2. - 2005-2006 · 10ª nel Girone Nord di Serie A2. - 2006-2007 · 4ª nel Girone Sud di Serie A2, quarti di finale play-off. - 2007-2008 · 5ª nel Girone Sud di Serie A2, scambia il titolo con il Basket Spezia ed è ammessa in Serie A1. - 2008 · diventa Women Basketball Livorno. - 2008-2009 · 12ª in Serie A1, salva ai play-out. - 2009-2010 · 11ª in Serie A1, perde i play-out, retrocessa in Serie A2, scambia il titolo con il Basket Spezia e riparte dalla B d'Eccellenza. Primo turno di Coppa Italia. - 2010 · diventa Basket Femminile Livorno. |

## Roster 2010-2011
| N° | Naz.              | Ruolo | Sportivo             | Anno | Alt. |  |
| -- | ----------------- | ----- | -------------------- | ---- | ---- |  |
| ?  | Italia (bandiera) | A     | Nene Diene           | 1992 | 183  |  |
| ?  | Italia (bandiera) | A     | Giulia Tringale      | 1992 | 181  |  |
| ?  | Italia (bandiera) | G     | Valentina Alvarez    | 1992 | 170  |  |
| ?  | Italia (bandiera) | G     | Sara Giari           | 1992 | 179  |  |
| ?  | Italia (bandiera) | G     | Ilaria Carlesi       | 1986 | 176  |  |
| ?  | Italia (bandiera) | C     | Adriana Coralluzzo   | 1989 | 183  |  |
| ?  | Italia (bandiera) | C     | Annalisa Profetti    | 1986 | 190  |  |
| ?  | Italia (bandiera) | G     | Martina Luciani      | 1993 | 173  |  |
| ?  | Italia (bandiera) | A     | Giulia Trigale       | 1992 | 181  |  |
| ?  | Italia (bandiera) | G     | Irene Amato          | 1993 | 170  |  |
| ?  | Italia (bandiera) | G     | Chiara Betolini      | 1992 | 176  |  |
| ?  | Italia (bandiera) | G     | Carolina Antonelli   | 1992 | 172  |  |
| ?  | Italia (bandiera) | G     | Martina Toti         | 1992 | 120  |  |
| ?  | Italia (bandiera) | A     | Alesa Metka Micacchi | 1993 | 181  |  |

Dati aggiornati al 5 settembre 2010